# Nikolai Shalnev
Nikolai Shalnev (russisch Николай Шальнев, * 16. April 1944) ist ein deutsch-ukrainischer Schachmeister. Er wechselte 2001 vom Ukrainischen zum Russischen Schachverband und 2004 zum Deutschen Schachbund.
Nikolai Shalnev führte jahrelang die Schachspalte der russischsprachigen monatlich in Nürnberg erscheinenden Zeitschrift RUBEZH (deutsch Grenze). Er war ein Offizier der Roten Armee, der bei mehreren Armeemeisterschaften der Sowjetunion mitgespielt hat (1977, 1978 und 1989) und er hat selbst in seiner Schachrubrik mehrmals auf seine Armeezeit hingewiesen. Er diente im Donezbecken, in Kiew und Odessa. In der Chessbase Megabase 2011 gibt es von ihm 120 Partien, aber kaum ein Turnier ist voll erfasst. In der Hugebase von Chess Assistant aus dem April 2010 hat er 97 Partien. In beiden führenden Datenbanken gibt es keine Partie von ihm aus den Jahren 1998 bis 2003.
Shalnev trägt seit 2001 den Großmeister-Titel. Die dritte Norm für den Titel des Großmeisters hat er beim Turnier Spring 2001 in Odessa erfüllt, wo er mit 9,5 Punkten aus 12 Partien siegte. Vereinsschach spielte er nur für den Schaklub Zirl in der Tiroler Landesliga in der Saison 2005/2006, wo er lediglich zwei Partien absolvierte. In seinem Jahrgang stand er im Juni 2010 weltweit auf Platz vier.